# 安藤狂四郎

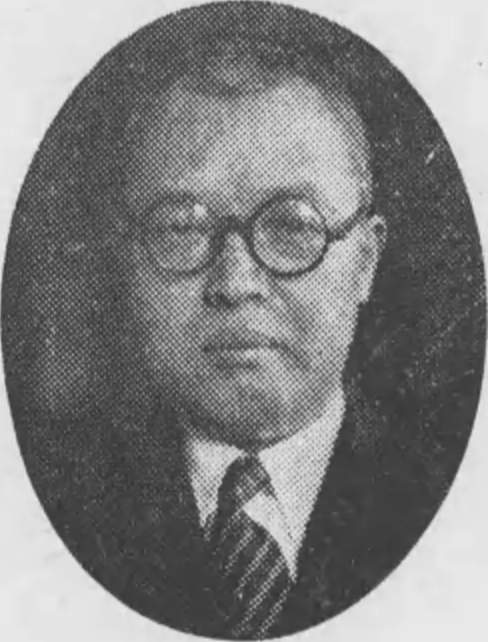
安藤狂四郎

安藤 狂四郎（あんどう きょうしろう、1893年〈明治26年〉3月8日 - 1982年〈昭和57年〉2月14日）は、日本の内務官僚。官選府県知事。

## 経歴
大分県出身。地主・安藤勝市の四男として生まれる。大分中学、第五高等学校を経て、1918年7月、東京帝国大学法科大学法律学科（独法）を卒業。同年10月、高等試験行政科試験に合格。同年11月、内務省に入り、新潟県属として内務部学務課に配属された。
1919年4月、新潟県警部・警察部警務課長に就任。以後、内務省衛生局保険課勤務、鹿児島県出水郡長、栃木県内務部農商課長、同庶務課長兼地方課長、東京府内務部庶務課長、岩手県書記官・警察部長、内務書記官・警保局高等課長、東京府書記官・学務部長、静岡県書記官・内務部長、東京府書記官・内務部長などを歴任。
1935年1月、茨城県知事に就任。三重県知事を経て、1937年11月、内務省土木局長に転じた。1939年1月、警保局長となり、同年9月まで在任。1941年1月、京都府知事となる。由良川改修事業を推進した。1943年7月に京都府知事を退任。1944年7月、最後の大政翼賛会事務総長に就任。1945年6月まで務め退官した。1946年10月から1951年9月まで公職追放となった。
その他、大丸顧問、八重洲駐車場取締役、東九州自動車社長などを務めた。墓所は多磨霊園。

## 親族
- 妻 安藤桜子（陸軍中将・林弥三吉の娘）
- 三男 安藤昭三（大分銀行頭取）
- 娘婿 白石正雄（会計検査院長）